# Altica ovulata
Altica ovulata är en skalbaggsart som beskrevs av Henry Clinton Fall 1910. Altica ovulata ingår i släktet Altica och familjen bladbaggar. Inga underarter finns listade i Catalogue of Life.